# Woodbine (Georgia)
Woodbine város az USA Georgia államában. Lakosainak száma 1062 fő (2020. április 1.).

## Népesség
A település népességének változása:
| Lakosok száma | 1218 | 1412 | 1062 |
|               | 2000 | 2010 | 2020 |